# 当我们海阔天空
《当我们海阔天空》（英語：Our Infinite Further），是一部于2019年上映的青春电影。由刘秋实、刘奕畅、何琢言、郑罗茜领衔主演，2019年6月6日于中国大陆上映。

## 演员列表

### 主要演员
| 演员姓名 | 角色名称 | 介绍 |
| 刘秋实   | 凌云     |      |
| 刘奕畅   | 李想     |      |
| 何琢言   | 梦媛     |      |
| 郑罗茜   | 吴莲王   |      |

### 其他演员
| 演员姓名 | 角色名称 | 介绍 |
| 蒋冰     | 钟国兴   |      |
| 侯雪龙   | 钱大旺   |      |